# Zvlákňování z taveniny

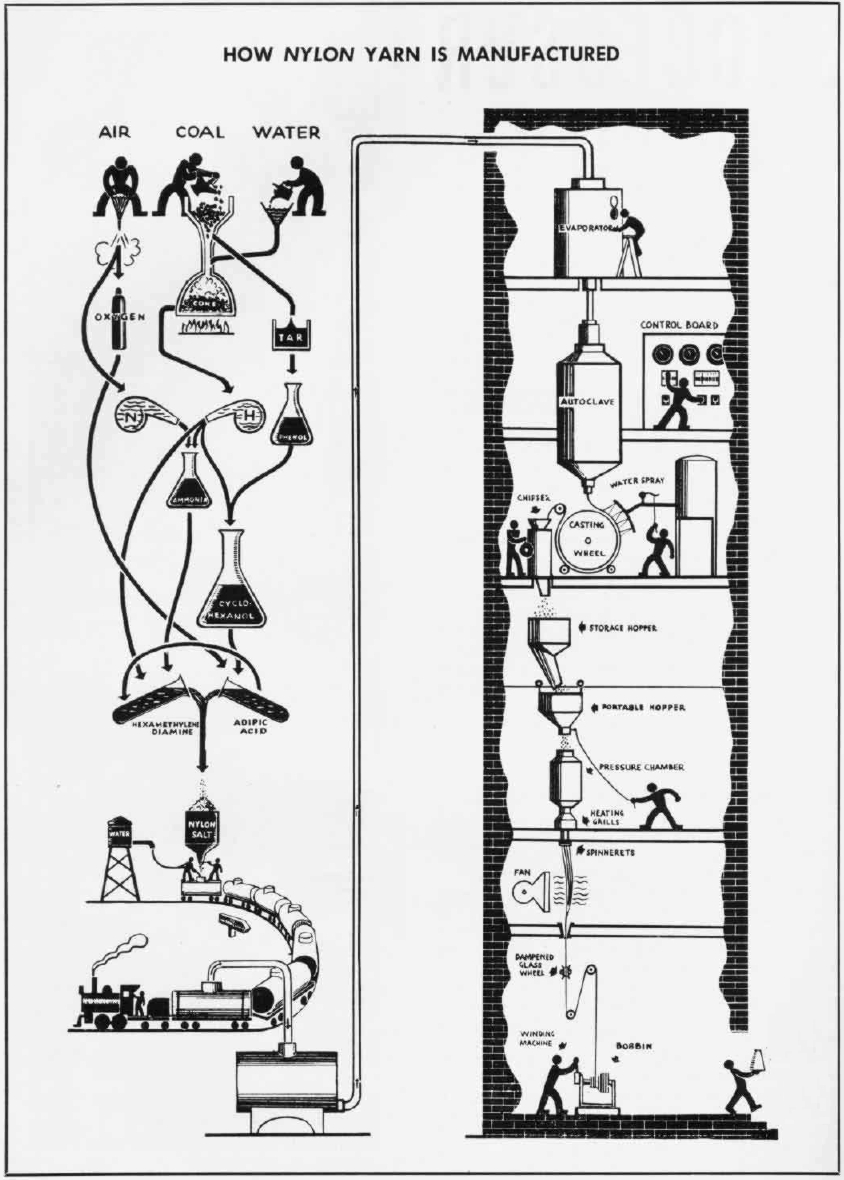
Schéma tavného zvláknování polyamidu (USA 1943)

Zvlákňování z taveniny (angl.: melt spinning, něm.: Schmelzspinnverfahren) je technologie výroby vláken na principu protlačení horké výchozí látky (30-60 °C nad bodem tavení) tryskou a ztužení vláken vzduchem v chladicí šachtě. Zároveň s chlazením se dlouží velmi hrubá vlákna při rychlostech do 30 m/min a filamenty jemnější než 2 dtex při max. 6000 m/min.
Průmyslová výroba vláken z taveniny se provozuje od konce 50. let 20. století. Je to nejekonomičtější ze všech způsobů zvlákňování, protože výrobní technologie je poměrně jednoduchá a bez použití rozpouštědel.
Touto metodou se vyrábějí zejména  polyesterová,  polyamidová, polyethylenová,  polyolefinová a  polyuretanová vlákna. 
Výrobní zařízení jsou konstruována buďto pro multi- nebo monofilamenty. Zvlákňovací agregát může být zakončen
- navíjecím (soukacím) strojem pro jednotlivé filamenty
- sdružováním filamentů do kabelu, které se svinují do kartonů nebo se v konečné fázi filamenty stříhají na patřičnou délku k výrobě staplové příze
- zařízením k výrobě netkaných textilií na způsob melt-blown nebo spunbond[2]

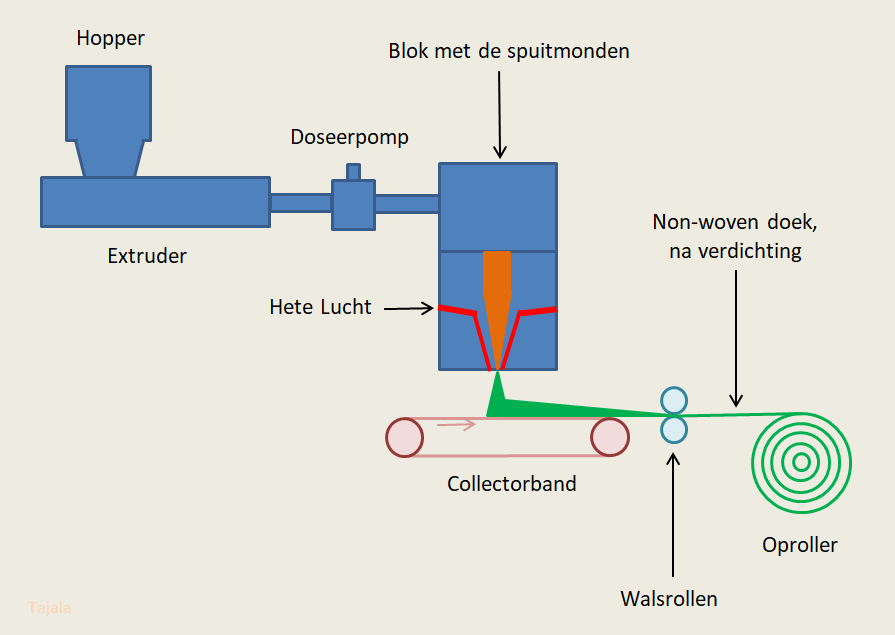
Schéma zvlákňování od extruderu po netkanou textili spunbond (2020)

Poznámka: Anglické označení melt spinning se používá také pro technologii výroby speciálních slitin (např. hliníku) odstřeďováním, která nijak nesouvisí s výrobou textilních vláken.